# Republicano disidente (Irlanda)
Los republicanos disidentes (en irlandés: poblachtach easaontach) son republicanos irlandeses que no apoyan el proceso de paz en Irlanda del Norte. Los acuerdos de paz siguieron a un conflicto de treinta años en el que murieron más de 3500 personas y 47 500 resultaron heridas, y en el que grupos paramilitares republicanos como el Ejército Republicano Irlandés Provisional emprendieron una campaña para lograr una Irlanda Unida. Las negociaciones de la década de 1990 condujeron a un alto el fuego del IRA en 1994 y al Acuerdo de Viernes Santo de 1998. Los republicanos tradicionales, representados por Sinn Féin, apoyaron el Acuerdo como un medio para lograr la unidad irlandesa de forma pacífica. Los disidentes vieron esto como un abandono del objetivo de una república irlandesa independiente y una aceptación de la partición. Sostienen que la Asamblea de Irlanda del Norte y el Servicio de Policía de Irlanda del Norte (PSNI) son ilegítimos y ven al PSNI como una fuerza policial paramilitar británica.
Algunos grupos políticos republicanos disidentes, como el Sinn Féin Republicano y el Movimiento por la Soberanía de los 32 Condados, apoyan la violencia política contra las fuerzas de seguridad británicas y se oponen al alto el fuego de 1994 del IRA Provisional; otros grupos, como la Red Republicana para la Unidad, desean alcanzar sus objetivos únicamente por medios pacíficos.
Desde el alto el fuego del IRA, grupos escindidos han continuado una campaña armada contra las fuerzas de seguridad británicas en Irlanda del Norte. Al igual que el IRA Provisional, cada uno de estos grupos se ve a sí mismo como el único sucesor legítimo del IRA original y cada uno se autodenomina simplemente «el IRA», u Óglaigh na hÉireann en irlandés.

## Grupos calificados como republicanos disidentes

### Paramilitares
- Arm na poblachta
- Ejército Republicano Irlandés de Continuidad (IRA de la Continuidad)
- Cumann na mBan
- Fianna Éireann
- Ejército Republicano Irlandés de Liberación (IRLA)
- Movimiento Republicano Irlandés (MRI)
- Nuevo Ejército Republicano Irlandés (Nuevo IRA)
- Óglaigh na hÉireann (grupo escindido del Real IRA) (2009-2018)
- Ejército Republicano Irlandés Auténtico (IRA Auténtico)

### Políticos
- Movimiento por la Soberanía de los 32 Condados (32CSM)
- Irish Republican Voice (IRV) (disuelto en 2014)
- Red Republicana para la Unidad (RNU)
- Sinn Féin Republicano (RSF)
- Saoradh